# Лонгфорд (округ)
Округ Лонгфорд (енгл. County Longford, ир. Contae an Longfoirt) је један од 32 историјска округа на острву Ирској, смештен у његовом средишњем делу, у покрајини Ленстер.
Данас је округ Лонгфорд један од 26 званичних округа Републике Ирске, као основних управних јединица у држави. Седиште округа је истоимени град Лонгфорд.

## Положај и границе округа
Округ Лонгфорд се налази у средишњем делу ирског острва и Републике Ирске и граничи се са:
- север: округ Литрим,
- исток: округ Каван,
- југ: округ Вестмид,
- запад: округ Роскомон.

## Природни услови
Лонгфорд је по пространству један од најмањих ирских округа - заузима 29. место међу 32 округа.
Рељеф: Већи део округа Лонгфорд је равничарско, 60-120 метара надморске висине, посебно у средини и на југу. На северу се издиже побрђе са највишом тачком од 279 м.
Клима Клима у округу Лонгфорд је умерено континентална са изразитим утицајем Атлантика и Голфске струје. Стога град одликује блага и веома променљива клима.
Воде: Најважнија река у округу Лонгфорд је Шенон, истоимено и његова западна граница. Од Даблина ка истоку до Шенона на западу је прокопан тзв. Краљевски канал, који значајном дужном пролази кроз округ. У округу постоји низ језера, од којих су позната Ри (југозападна граница) и Гоуна (северна граница). На југу округа има много мочвара.

## Становништво
По подацима са Пописа 2011. године на подручју округа Лонгфорд живело је близу 39 хиљада становника, већином етничких Ираца. Ово је четири пута мање него на Попису 1841. године, пре Ирске глади и великог исељавања Ираца у Америку. Међутим, последње три деценије број становника округа расте по стопи од близу 1% годишње.
Густина насељености - Округ Лонгфорд има густину наи од око 36 ст./км², што је готово два пута мање од државног просека (око 60 ст./км²). Јужни део округа је много боље насељен него север.
Језик: У целом округу се равноправно користе енглески и ирски језик.